# Kiranc
Kiranc – wieś w Armenii, w prowincji Tawusz. W 2011 roku liczyła 352 mieszkańców.